# ちゃりへん♪
映画「ちゃりへん♪」は、2022年製作・公開の日本映画。岡山県倉敷市児島を舞台としている。
監督は「月曜日だけ映画監督」の桑田浩一で、かみいさん!、ももの姫伝説Shimotsui、石だんに続いて、4作目の作品となる。最初の上映は2022年10月16日、倉敷市児島市民交流センターの3階にあるジーンズホールで3部制にて行われた。

## 制作の背景
人口が減り続ける当地にあって映画を通して児島八十八ヶ所があるということや歴史、文化、風景を全国は元より世界中の人に知ってもらいたいという想いの中で制作された。

## あらすじ
児島八十八ヶ所霊場でもあり倉敷市児島にある寺院「吉祥寺」の和尚の息子、来宮隼人(12歳)にとって仲の良い幼馴染みの少女アリアは病気療養中の身であり近く児島を離れ病気治療するというので、隼人はアリアのために自分に出来ることはないかと悩む。そこへ以前児島をお遍路したおかげで願いが叶ったことがあるという老人と知り合うことになり老人から願掛けのアドバイスを貰うことになる。隼人はアリアの病気回復を願い僅かな奇跡を信じ、自分の愛犬と共に岡山や倉敷、玉野市にある霊場を巡る自転車お遍路（ちゃりへん）を決意し、家族と児島の人々とのふれあいを描いた作品である。

## キャスト
※役名（設定または続柄）：配役
- 来宮隼人：西山隼斗
- 青木アリア（隼人の幼馴染み）：青木ありあ
- チョコリー（隼人が飼っている犬）

- 来宮円乗（隼人の父＝吉祥寺住職）：大滝明利
- 来宮美里（隼人の母）：山添三千代
- 来宮美樹（隼人の妹 8才）：與曽井美希

- 青木千絵（アリアの母）：田島千絵
- アリアのおじさん（大阪に住んでる伯父）：額田信一
- 古仙（児島お遍路をしている老人）：河島洋三

- 相田翔吾（岡山のタレント）：相田翔吾
- （番組プロデューサー 相田の上司 ）：佐藤ザンス

- 森サトノ：桜井浩子
- 森隆（森サトノの息子）：渡洋史
- 森まゆ（森サトノの娘）：福井柑奈

- きょうこ（旅行女子）：淵本恭子
- さくら（旅行女子）：須田さくら
- あゆむ（旅行女子）：濱田歩夢
- 大宝寺 奥の院 参拝者：みやたに
- 住職：井上忠彦、紀伊了社、小野田陽一郎、金本保孝、国枝基広
- 街の奥さん：小野久仁子
- 街の人：檀上充恵、いのうえまゆみ、他
- 病院の先生：松岡亮平、看護師：宮元順美

### 友情出演
- 福井柑奈
- 大滝明利

### 特別出演
- 桜井浩子
- 渡洋史
- 山添三千代

## スタッフ
- 監督・脚本：桑田浩一

- 撮影監督・編集：渡邊 豊
- 撮影助手：渡邉千絵
- 録音：佐藤英一
- 音楽：貴日ワタリ (Composition,Pf,Synth.)、丸山雅之　(Acoustic guitar)、那瀬ひとみ (Flute)、今中邦博　(Recording engineer)、川端隆之 (Recording coordinator)
- 制作：宮元すなお、宮元順美
- ドッグトレーナー：佐藤美穂子
- ヘアーメイク：岡野英子
- スチール：片山千永子
- ドローン撮影：井上忠彦
- 広告制作：WebSupport
- DVD 制作：児島の仙人
- 題字：桑田浩一

- 後援：児島商工会議所、晴れフレ岡山、山陽新聞社(クラウドファンディング)、中国銀行(クラウドファンディング)
- 衣装協力：BLUE SAKURA、kojima market place、SOWA、(有)セービングフジワラ石材工房、
- 自転車協賛：(有)オカノ商会
- 協力スタッフ：丹下佳昭

- 製作委員会：映画ちゃりへん製作実行委員会

## 製作・上映
- 2022年1月 - 出演者オーディション
- 2022年1月 - ロケーション・ハンティング
- 2022年1月 - 脚本完成
- 2022年1月 - キャスティング、撮影準備
- 2022年2月 - 製作発表
- 2022年3月20日～4月5日 - 撮影
- 2022年4月～9月 - 編集
- 2022年10月16日(日) - 倉敷市児島ジーンズホールで上映、舞台挨拶(3部制)
- 2022年11月20日(日) - 福山駅前シネマモード　舞台挨拶
- 2022年12月18日(日) - 玉野市上映　舞台挨拶(3部制)
- 2023年1月13日(金)〜1月19日(木) 福山駅前シネマモード
- 2023年5月21日(日) 児島八十八ヶ所映画祭音楽祭
- 2023年6月6日(火) TOHOシネマズ錦糸町　舞台挨拶(桜井浩子　渡洋史　大滝明利 相田翔吾　桑田浩一)
- 2023年7月8日(土)  池袋HUMAXシネマズ 舞台挨拶　予定

## 主題歌
- Yoshimi with sp「未来に咲く花」
  - 作詞：Yoshimi / 作曲：sp / 編曲 & Synth programming：Issho
  - Piano：sp / Violin：樋口利歌 / E.Guitar & A.Guitar：上森“Picci”一洋 / Bass：Taisuke

## ロケ地
児島八十ハヶ所霊場、岡山県倉敷市、玉野市、岡山市南区、RSK山陽放送、児島八十八ヶ所霊場総奥之院之一久須見大師堂、旧味野専売局 山田出張所、松岡病院、児島ジーンズストリート、児島公園、有明邸、森邸、西山邸、片山住建、稗田桜公園、緑ヶ丘小学校、森食料品商店、甘月堂